# Anagatti, Heggadadevankote
Anagatti là một làng thuộc tehsil Heggadadevankote, huyện Mysore, bang Karnataka, Ấn Độ.